# 蘭里鎮區
蘭里鎮區為緬甸若開邦皎漂縣的鎮區。2014年人口97,891人，區域面積1,170.1平方公里。蘭里為該鎮區首府。
2024年2月21日隨著緬軍的撤離與轟炸下，至此亦宣告若開軍全面控制了蘭里島乃至蘭里鎮區全境。